# Karen Phillips
Karen Phillips (n. 4 mai 1966, City of Shoalhaven⁠(d), Noul Wales de Sud, Australia) este o înotătoare ce a reprezentat Australia, medaliată olimpică. A participat la o ediție a Jocurilor Olimpice (1984) în care a câștigat două medalii de argint.